# Ove Volquartz
Ove Volquartz (* 28. September 1949 in Nordhausen) ist ein deutscher Improvisationsmusiker (Klarinetten, auch Saxophone, Flöte) und Komponist, der zunächst als Fusion- und Jazzmusiker und als Musikpädagoge hervorgetreten ist.

## Wirken
Volquartz gehörte zunächst zur Krautrockband Annexus Quam, mit der er ab 1970 zwei Alben vorlegte, die zunächst den Jazzrock und dann eine Öffnung zum Free Jazz erkundeten; die Band tourte auch in Japan und Tunesien. Mit dem Trio von Bernd Köppen spielte er auf dem Moers Festival.
In den frühen 1980er Jahren war Volquartz Mitglied der Bigband von Gunter Hampel (Cavanna 1982). Dann gehörte er zum Quintett von Abbey Rader. Daneben war er als Musiklehrer am Gymnasium tätig. Über das Thema Improvisation und „Flow“-Erlebnis. Empirische Untersuchung von Möglichkeiten und Grenzen der Flußerfahrung im Musikunterricht einer gymnasialen Oberstufe promovierte er 1999 an der Universität Hamburg in den Musikwissenschaften. Zudem arbeitete er mit Musikern wie Cecil Taylor, Roscoe Mitchell, Peter Kowald, Barre Phillips, Sabu Toyozumi, Perry Robinson und Peeter Uuskyla. Außerdem improvisiert er mit dem Organisten Peer Schlechta (Dreizweit, 2018) und mit zeitgenössischen Komponisten wie Daniel Ott.
Volquartz, der einer der Veranstalter der Göttinger Jazztage ist, trat auch auf den Leipziger Jazztagen und den Leverkusener Jazztagen sowie auf dem Jazzfestival im dänischen Holstebro auf. Mit dem Schlagzeuger Kojo Samuels tourte er in Liberia. 2013 entstand das Album Glance and Many Avenues mit dem italienischen Improvisationstrio Reciprocal Uncles (zu dem neben Cristiano Calcagnile Gianni Mimmo und Gianni Lenoci gehören). FMR Records veröffentlichte 2017 das Album Answers and Maybe a Question?, das er mit Udo Schindler einspielte, Unit Records das Album Artoxin mit Schindler und Gunnar Geisse. Er ist auch auf Alben von Abbey Rader, dem TAG Trio, Second Exit und vom Cecil Taylor Workshop Ensemble zu hören.

## Diskographische Hinweise
- Ove Volquartz, Claude Parle, Makoto Sato, Yoko Miura: Chasing the Wild Goose (2024)
- Gianni Mimmo & Ove Volquartz: Say When (2025)